# Mohannad Abu Taha
Mohannad Abu Taha (ar. مهند أبو طه; ur. 2 lutego 2003w Ammanie) – jordański piłkarz, występujący na pozycji napastnika w jordańskim klubie Al-Wehdat Amman oraz w reprezentacji Jordanii. Uczestnik Pucharu Azji 2023.

## Mecze w reprezentacji
Na podstawie:
| Mecz i gole w reprezentacji | Mecz i gole w reprezentacji | Mecz i gole w reprezentacji | Mecz i gole w reprezentacji | Mecz i gole w reprezentacji | Mecz i gole w reprezentacji | Mecz i gole w reprezentacji | Mecz i gole w reprezentacji |
| Lp.                         | Data                        | Miasto                      | Przeciwnik                  | Wynik                       | Gole                        | Inne                        | Rozgrywki                   |
| --------------------------- | --------------------------- | --------------------------- | --------------------------- | --------------------------- | --------------------------- | --------------------------- | --------------------------- |
| 1.                          | 17.10.2023                  | Amman                       | Irak                        | 4:0 (3:0)                   | 2:2 (k.3:5)                 |                             | mecz towarzyski             |

## Sukcesy
Na podstawie:
Brak ważniejszych osiągnięć.